# Aire urbaine de Bessé-sur-Braye
L'aire urbaine de Bessé-sur-Braye est une aire urbaine française constituée autour de la ville de Bessé-sur-Braye (Sarthe).

## Caractéristiques
D'après la délimitation établie par l'INSEE, l'aire urbaine de Bessé-sur-Braye est composée de deux communes, l'une située dans la Sarthe et l'autre dans le Loir-et-Cher.

## Composition
Les communes de l'aire urbaine de Bessé-sur-Braye sont les suivantes :
| Nom             | Code Insee | Statut | Superficie (km2) | Population (dernière pop. légale) | Densité (hab./km2) |
| --------------- | ---------- | ------ | ---------------- | --------------------------------- | ------------------ |
| Bessé-sur-Braye | 72035      |        | 20,6             | 2 025 (2022)                      | 98                 |
| Bonneveau       | 41020      |        | 10,95            | 455 (2022)                        | 42                 |

## Évolution démographique
| 1968  | 1975  | 1982  | 1990  | 1999  | 2010  | 2015  |
| ----- | ----- | ----- | ----- | ----- | ----- | ----- |
| 3 054 | 3 352 | 3 405 | 3 334 | 3 063 | 2 824 | 2 712 |